# Hubert Sijen
Hubertus Jacubus Huub Sijen (Maastricht, 21 novembre 1918 – Geleen, 20 febbraio 1965) è stato un ciclista su strada olandese.
Professionista dal 1937 al 1952, fece parte per tre volte della Nazionale dei Paesi Bassi al Tour de France e per una volta della selezione per i Campionati mondiali nel 1948 concludendo la manifestazione al decimo posto.
Anche suo nipote Danny Sijen fu per alcuni anni ciclista professionista.

## Carriera
Nel 1938 vinse il Campionato olandese della categoria indipendenti e fu secondo nella seconda frazione del Tour de Luxembourg dietro Alfons Ghesquière. La stagione successiva conseguì uno dei risultati più significativi della carriera chiudendo al secondo posto la Freccia Vallone e divenendo il primo ciclista straniero a salire sul podio di questa importante competizione.
Con lo scoppio della guerra ripiegò la sua attività soprattutto nelle kermesse e nei criterium che si disputavano nelle città del Belgio e dei Paesi Bassi.
Nel 1945 ebbe un altro risultato prestigioso in una delle Classiche delle Ardenne: il quinto posto alla Liegi-Bastogne-Liegi. L'anno seguente prese parte alla Vuelta a España, non la concluse, ma ottenne due buoni piazzamenti di tappa: secondo nella decima tappa, una lunga cronometro di 67 km da Valencia a Castellon vinta dal connazionale Jan Lambrichs, e terzo nella tredicesima frazione, la Barcellona-Lérida.
Particolare menzione meritano i piazzamenti raggiunti ai Campionati olandesi. Pur non riuscendo mai ad aggiudicarsi il titolo nazionale assoluto, fu secondo nel 1944 e nel 1948, terzo nel 1942 e nel 1946, quarto nel 1947, settimo nel 1945.

## Palmarès
- 1938 (Indipendenti, una vittoria)

Campionato nazionale Indipendenti
- 1940 (Individuale, una vittoria)

2ª tappa Volta Ciclista a Catalunya
- 1946 (Individuale, una vittoria)

4ª tappa Volta Ciclista a Catalunya
- 1947 (Individuale, una vittoria)

Ronde van Limburg - Maas-Peel-Mijnkoers

### Altri successi
- 1941 (Individuale, una vittoria)

Criterium di Valkenburg aan de Geul
- 1942 (Individuale, una vittoria)

Criterium di Reemond
- 1946 (Individuale, una vittoria)

Criterium di Kinrooi
- 1947 (Individuale, due vittorie)

Criterium di Hoensbroek
Ronde van de Molen - Criterium di Oosterhout
- 1948 (Individuale, due vittoria)

Ronde van Made (Criterium)
- 1949 (Individuale, una vittoria)

Criterium di Oud-Turnhout
- 1950 (Individuale, una vittoria)

Criterium di Hoogerheide

## Piazzamenti

### Grandi giri
- Tour de France

1939: ritirato (9ª tappa)
1948: ritirato (8ª tappa)
1949: ritirato (6ª tappa)
- Vuelta a España

1946: ritirato (? tappa)

### Classiche monumento
- Giro delle Fiandre

1940: 11º
1946: 15º
- Parigi-Roubaix

1939: 24º
- Liegi-Bastogne-Liegi

1945: 5º

### Competizioni mondiali
- Campionati del mondo

Valkenburg aan de Geul 1948 - In linea: 10º